# 9175 Graun
9175 Graun è un asteroide della fascia principale. Scoperto nel 1990, presenta un'orbita caratterizzata da un semiasse maggiore pari a 2,6014039 UA e da un'eccentricità di 0,1386380, inclinata di 15,05952° rispetto all'eclittica.